# Titratie

Titratie

Titratie is een oude maar nog steeds veel gebruikte manier om een bepaling uit te voeren in het laboratorium. Titratie maakt het mogelijk de concentratie van een stof in een oplossing te bepalen. Dit gebeurt door bij deze stof geleidelijk -meestal druppelsgewijs- een andere oplossing, een reagens dat hier dan titrant wordt genoemd, toe te voegen. De concentratie van de titrant is bekend. Er wordt net zolang titrant toegevoegd totdat alle te meten stof is omgezet (Karl Friedrich Mohr, 1855). De tak van de analytische scheikunde die zich bezighoudt met titraties wordt de titrimetrie of volumetrie genoemd.

## Voorbeeld van een directe zuur-base titratie
Zie ook de figuur hiernaast. Aan een bekende hoeveelheid zoutzuur-oplossing (vaak precies 10,00 mL) waarvan de zuurconcentratie (soms ook "sterkte" genoemd) wordt als indicator een druppel fenolftaleïne toegevoegd. De kleur van fenolftaleïne verandert (slaat om) van  kleurloos (in een zuur milieu) naar paarsrood (in basisch milieu). Dan wordt met behulp van een buret een oplossing van verdund natronloog van bekende concentratie, bijvoorbeeld 0,0991 mol/L, onder roeren bij de te onderzoeken oplossing gevoegd. Als de kleurloze oplossing bij 14,30 mL paarsrood wordt, is het equivalentiepunt bereikt. Alle {\displaystyle {\ce {H^{+}}}}-ionen uit het zoutzuur hebben gereageerd met een {\displaystyle {\ce {OH^{-}}}}-ion uit het natronloog. De oorspronkelijk zure oplossing is nu basisch geworden.
De verder uit te voeren berekening aan de hand van de reactievergelijking is een voorbeeld van chemisch rekenen, en leidt tot een concentratie van 0,1417 mol/L voor de zoutzuur-oplossing.

## Voorwaarden voor een titratie
De oplossing van de onbekende concentratie (de titer) moet voldoende snel reageren met de titrant volgens een bekende stoichiometrische verhouding.
Bij een titratie zijn de concentraties van de stoffen die reageren vrij gering. Het gaat dan niet om hele grammen stof per mL, maar eerder om tienden van een milligram of millimol stof per mL. De reden dat de concentraties zo laag worden gehouden, is dat het niet nodig is om grote hoeveelheden stof te laten reageren: het kan ook met kleine hoeveelheden. Ten tweede reageren sommige stoffen in hoge concentraties heftig met elkaar.
Het bekendste soort titratie is de directe titratie, meestal wordt deze gebruikt om de concentratie van - bijvoorbeeld - een zure of basische stof te bepalen in een oplossing; men spreekt dan van een zuur-basetitratie (zie ook het voorbeeld hierboven). De reactie tussen de reagerende stoffen kan ook een redoxreactie of een neerslagreactie zijn; de titratie is dan een redoxtitratie resp. neerslagtitratie.
Als de concentratie van de titrant bekend is (vaak ongeveer 0,1 mol/L, de exacte concentratie wordt door een separate bepaling vastgesteld), kan men met de hoeveelheid titrant die nodig was om het equivalentiepunt te bereiken, het aantal mol of gram in de onbekende oplossing berekenen. Wanneer bijvoorbeeld een zuur met een base getitreerd wordt, geldt in het equivalentiepunt de formule: [zuur] × Vzuur = [base] × Vbase . De formule in woorden: De molariteit van het zuur vermenigvuldigd met het volume aan zuur is gelijk aan de molariteit van de base vermenigvuldigd met het volume aan base. De formule geldt overigens alleen indien het zuur en de base dezelfde 'waardigheid' hebben, dus beide eenwaardig, tweewaardig of driewaardig zijn.
In de praktijk rekent men soms (vooral vroeger) niet in zuur/base-molariteiten, maar in 'zuur/base-equivalenten'. Eén equivalent zuur (base) is een hoeveelheid zuur (base) die 1 mol H3O+ (OH−) levert. Als het zuur (base) eenwaardig is, is dit dus gelijk aan 1 mol zuur (base); bij een tweewaardig zuur (base) is 1 equivalent gelijk aan 0,5 mol zuur (base). Op de voorraadfles schrijft men dan niet de molariteit (mol/L) van het zuur of de base, maar het aantal equivalenten per liter (eq/L). Op deze manier is dan niet meer van belang of de inhoud van de fles een eenwaardig of meerwaardig zuur (base) is. De bovengenoemde formule voor het equivalentiepunt wordt dan (eq/L zuur) × Vzuur = (eq/L base) × Vbase en deze formule geldt altijd, ongeacht de 'waardigheid' van zuur en base. Het linker en rechter deel van de formule stellen in feite het aantal toegevoegde milli-equivalenten (meq) zuur resp. base voor (indien het volume in mL is), dus staat er eigenlijk meq zuur = meq base .
Het gebruik van (milli-)equivalent in plaats van (milli)mol wordt ook gebruikt bij redoxtitraties, omdat in een halfreactie vaak meer dan één elektron per redoxdeeltje betrokken is (in zuur-basetermen uitgedrukt: de 'waardigheid' is vaak ongelijk aan 1). De formule voor het equivalentiepunt van een redoxtitratie is dan meq ox = meq red. Een belangrijk nadeel is dat een veel gebruikte redoxtitrant, permanganaat, meerdere redoxreacties kan vertonen. Afhankelijk van de reactie heeft dezelfde oplossing dan een verschillende sterkte. In onderstaand tabel is een en ander uitgewerkt:
| concentratie (mol/L) | Reactie                                                                                    | equivalent/L |
| -------------------- | ------------------------------------------------------------------------------------------ | ------------ |
| 0,020                | {\displaystyle {\ce {MnO4^{-}\ +\ 5e^{-}\ +\ 8H^{+}\ \longrightarrow \ Mn^{2+}\ +\ 4H2O}}} | 0,100        |
| 0,020                | {\displaystyle {\ce {MnO4^{-}\ +\ 3e^{-}\ +\ 4H^{+}\ \longrightarrow \ MnO2\ +\ 2H2O}}}    | 0,060        |
| 0,020                | {\displaystyle {\ce {MnO4^{-}\ +\ e^{-}\ \longrightarrow \ MnO4^{2-}}}}                    | 0,020        |

De verwarring is compleet als de ene reactie gebruikt wordt om de exacte concentratie van de permanganaat-oplossing vast te stellen, en vervolgens de oplossing gebruikt wordt met een andere reactie. Het probleem met verschillende mogelijke reacties met dezelfde oxidator speelt niet alleen bij permanganaat, ook voor stoffen als perjodaat (en andere oxo-anionen van de halogenen geldt hetzelfde. Om deze reden wordt tegenwoordig steeds minder met de equivalenten gewerkt, en steeds meer met de concentratie, en worden de bij de reactie horende voorgetallen in de berekening verwerkt.
In de algemene reactie {\displaystyle a\ \mathrm {A} +b\ \mathrm {B} \rightarrow c\ \mathrm {C} +d\ \mathrm {D} } wordt het equivalentiepunt bereikt wanneer er precies zoveel A aan B toegevoegd is (of omgekeerd) dat voor de stofhoeveelheden n geldt:
{\displaystyle {\frac {n_{\mathrm {A} }}{a}}={\frac {n_{\mathrm {B} }}{b}}}
of in termen van molaire concentratie c:
{\displaystyle {\frac {c_{\mathrm {A} }V_{\mathrm {A} }}{a}}={\frac {c_{\mathrm {B} }V_{\mathrm {B} }}{b}}}.
Bovenstaande formule kan worden toegepast bij zuur-basetitraties, redoxtitratites en neerslagtitraties, en vereist geen andere kennis dan de reactievergelijking om de berekening te kunnen uitvoeren. Het gebruik van 'waardigheden' en eenheden als 'mEq/L' wordt als archaïsch gezien.
Het doel van de titratie is om het equivalentie- of omslagpunt te bepalen, dat wil zeggen dat punt waar alle stof met onbekende concentratie gereageerd heeft en het toegedruppelde reagens dus een overmaat begint te vormen. De titrant kan aan het monster worden toegevoegd met een glazen buret of met een automatische buret, maar in de afgelopen jaren heeft de automatische buret zoveel terrein gewonnen ten koste van de glazen buret dat de laatstgenoemde eigenlijk alleen nog op de laboratoriumschool gebruikt wordt.
Het omslagpunt kan op verschillende manieren bepaald worden. De klassieke vorm is het gebruik van een indicator. Dit is een stof die maar in geringe hoeveelheid toegevoegd wordt en aan de oplossing een kleur geeft die verandert bij het bereiken van het equivalentiepunt. Meestal wordt bij een directe zuur-base titratie een indicator gebruikt die een omslagpunt heeft bij een pH rond de 7, dit omdat het equivalentiepunt dan gemakkelijker te bepalen is.
Het is echter ook mogelijk dit langs andere, instrumentele weg te doen, bijvoorbeeld door een sterke verandering van de redoxpotentiaal van de oplossing waar te nemen. (potentiometrische titratie), met behulp van een verandering in de elektrische geleidbaarheid (conductometrische titratie of biamperometrische titratie) of in de geabsorbeerde hoeveelheid licht (fotometrische titratie).

## Het stellen van een titer
Men heeft een titrant met een bekende concentratie nodig, de concentratie moet gesteld worden met een nauwkeurigheid die passend is voor het beoogde doel (vier significante cijfers is gebruikelijk). Omdat nooit precies 0,1 mol van een stof kan worden afgewogen wordt de vloeistof getitreerd met een zogenoemde oertiterstof. Dit is een stof die zeer zuiver te bereiden is en makkelijk in kleine hoeveelheden kan worden afgewogen. Bovendien is de stof heel stabiel (trekt geen water aan, reageert niet met - zuurstof uit de - lucht). Bij het stellen van een zure titer wordt vaak gebruikgemaakt van een waterige oplossing van net afgewogen "borax" (natriumtetraboraat). Voor basische oplossingen wordt gebruik gemaakt van kaliumwaterstofftalaat. Voor de verschillende oxidatoren zijn oxaalzuurdihydraat en kaliumhexacyanoferraat(II) gebruikelijke oertiterstoffen. Omdat er sprake is van zo'n nauwkeurige significantie kan men de concentratie na de titratie ook zeer nauwkeurig berekenen.

## Foutmarge
Over het algemeen geldt dat men geen grotere fout mag maken dan één druppelfout. Het volume van één druppel is bij een glazen buret ongeveer gelijk aan 0,05 mL, Bij een automatische buret is het druppelvolume afhankelijk van het type maar ligt meestal in de orde van 0,01 mL. Verder mag de inweeg niet minder dan 100 mg bedragen, afhangend van de gebruikte weegschaal. Dit laatste omdat de meeste analytische balansen een foutmarge hebben van 0,1 mg. Bij een glazen buret kan een fout worden gemaakt met aflezen, bij een automatische buret speelt dat probleem geen rol, er wordt simpel een aantal cijfers van het display overgenomen. Aan de andere kant is het wel waar dat ook automatische buretten een foutenmarge hebben: staat de zuiger inderdaad bij 0,00000 mL als de titratie begint, en klopt de aanduiding op het display met de stand van de zuiger in de buret? Bij een normale buret is de waarde tot 0,1 mL af te lezen en op 0,02 mL nauwkeurig te schatten. Ook bij het visueel bepalen van het omslagpunt (het punt dat de indicator van kleur verandert) is de beslissing over het bereiken van de juiste eindkleur afhankelijk van (de ervaring van) de analist, daarom wordt het omslagpunt meestal instrumenteel, met een elektrode of een fotometrische sensor, bepaald.

## Soorten titraties
Bij het uitvoeren van titraties moet soms met specifieke zaken rekening gehouden worden. Om deze reden wordt soms een onderverdeling aangebracht, waarbij de problemen en eigenaardigheden van een groep titraties besproken kan worden. De onderverdeling kan plaatsvinden op basis van de titratiereactie of een opvallende component daarin of op basis van de gebruikte eindpuntmethode.

### Verdeling op basis van titratiereactie
- Neerslagtitraties
  - Mercurimetrie, titraties waarbij verbindingen van kwik een rol spelen
  - Argentometrie, titraties waarbij verbindingen van zilver een rol spelen in de titratie
- Complexeometrie of chelatometrie, titraties waarbij complexvorming een rol speelt
- Redoxtitraties, titraties waarbij redoxreacties een rol spelen
  - Permanganometrie, titraties waarbij permanganaat als oxidator gebruikt wordt
  - Chromatometrie, titraties waarin dichromaat als oxidator gebruikt wordt
  - Cerimetrie, titraties waarbij de verschillende oxidatietoestanden van cerium een rol spelen
  - Bromatometrie of bromometrie, titratie met bromaat als oxidator
  - Jodometrie, titratie met di-jood als oxidator
  - Jodimetrie, titratie met jodide als reductor
  - Jodatometrie of jodametrie, titratie met jodaat als oxidator
  - Titanometrie, redoxtitratie met titanium(III)-zouten
- Zuur-basetitraties, titraties van zuren en basen

### Verdeling op basis van eindpuntmethode
- Visuele titratie (de klassieke manier zoals hierboven ook in de animatie is aangegeven, de oplossing verandert van kleur)
- Instrumentele eindpuntmethodes
  - Biamperometrische titratie
  - Conductometrische titratie
  - Fotometrische titratie
  - Potentiometrische titratie
  - Thermometrische titratie